# 海を越えた家族愛
『海を越えた家族愛』（うみをこえたかぞくあい）は、テレビ東京系列局ほかで不定期放送されていたドキュメンタリー番組である。テレビ東京系列局では2001年10月8日から放送。2008年4月30日放送分までは『徳光和夫の世界感動スペシャル 海を越えた家族愛』というタイトルだった。
番組は、依頼者がゲストリポーター（番組内では「サポーター」と呼称）とともに、様々な事情で離れ離れになった家族・親戚・友人を探し出す模様を放送。2008年4月30日放送分をもって一度中断していたが、4年間のブランクを経て2012年から再び放送されていた。

## 出演者

### キズナ応援隊隊長
- 徳光和夫

### キズナ応援団
- 五月みどり - 第10回
- 国分佐智子 - 第10回
- 高畑淳子 - 第11回
- 田中直樹（ココリコ） - 第11回

### 進行
- 大江麻理子（当時テレビ東京アナウンサー） - 第5回・第8回
- 大橋未歩（当時テレビ東京アナウンサー） - 第6回・第7回・第9回・第10回
- 繁田美貴（テレビ東京アナウンサー） - 第11回
- ほか

## タイトル・放送日時
| 回数   | タイトル                                          | 放送日         | 日時               | ゲストサポーター                                     |
| ------ | ------------------------------------------------- | -------------- | ------------------ | ---------------------------------------------------- |
| 第1回  | 徳光和夫の世界感動スペシャル 海を越えた家族愛     | 2001年10月8日  | 月曜 19:00 - 20:54 |                                                      |
| 第2回  | 徳光和夫の世界感動スペシャル 海を越えた家族愛 II  | 2002年10月7日  | 月曜 19:00 - 20:54 |                                                      |
| 第3回  | 徳光和夫の世界感動スペシャル 海を越えた家族愛 III | 2003年10月6日  | 月曜 19:00 - 20:54 |                                                      |
| 第4回  | 徳光和夫の世界感動スペシャル 海を越えた家族愛 IV  | 2004年3月21日  | 日曜 19:54 - 21:54 |                                                      |
| 第5回  | 徳光和夫の世界感動スペシャル 海を越えた家族愛 V   | 2004年9月26日  | 日曜 19:54 - 21:48 | 西村知美、石田純一、小西博之                         |
| 番外編 | 徳光和夫の感動スペシャル〜サヨナラまでの1ヶ月     | 2005年4月17日  | 日曜 20:00 - 21:48 | 西田知美、藤田弓子、鈴木紗理奈、泉谷しげる、赤井英和 |
| 第6回  | 徳光和夫の世界感動スペシャル 海を越えた家族愛 VI  | 2005年10月9日  | 日曜 20:00 - 21:48 | 熊谷真実、松崎しげる、カイヤ、有坂来瞳、             |
| 第7回  | 徳光和夫の世界感動スペシャル 海を越えた家族愛 VII | 2006年6月25日  | 日曜 20:00 - 21:48 | 西村知美、松崎しげる                                 |
| 第8回  | 徳光和夫の世界感動スペシャル 海を越えた家族愛     | 2006年12月27日 | 水曜 18:30 - 20:55 | 熊谷真実、風見しんご、大八木淳史                     |
| 第9回  | 徳光和夫の世界感動スペシャル 海を越えた家族愛     | 2008年4月30日  | 水曜 19:00 - 20:55 | 西村知美、長谷川初範、益子直美                       |
| 第10回 | 海を越えた家族愛                                  | 2012年2月13日  | 月曜 20:00 - 21:54 | 宇梶剛士、西村和彦                                   |
| 第11回 | 海を越えた家族愛                                  | 2013年2月11日  | 月曜 20:00 - 21:54 | 宍戸開、にしおかすみこ、辺見マリ                     |

## スタッフ

### 第11回
- ナレーション：斉藤茂一、鈴木麻里子
- 構成：平村隼人、桜井すぺいし
- TD：田中圭介（テレビ東京）
- 映像：小峰信彦
- カメラ：西村光平、千秋裕史、山岸慶太郎、末永尚享
- 音声：星川真視
- 照明：高柴圭一
- デザイン：宇津木民雄
- 美術進行：早乙女裕之
- 編集：賀古勝利
- MA：森司朗
- 音効：齊藤俊郎
- CG：近藤恵嗣
- 番宣：野上次郎（テレビ東京）
- メイク：山田かつら
- リサーチ：高橋勝喜・若林剛樹（JFK）
- ロケ技術：山本洋、前田浩伸、西久保徹、福永新一郎
- 技術協力：テクノマックス、テレビ東京アート、ジェイ・クルー、ジーリンクスタジオ
- デスク：吉田麻紀子（テレビ東京）
- AP：松浦あゆみ
- AD：柏木大輝、吉澤弘尊
- FD：板川侑右（テレビ東京）
- ディレクター：依田穣、森本泰介（テレビ東京）、井上陽史
- 演出：末永剛章（テレビ東京）、井上光紀
- プロデューサー：塩原幸雄（テレビ東京）、白川ゆうじ
- 統括プロデューサー：田中智子（テレビ東京）
- 制作協力：TVBOX
- 制作著作：テレビ東京